# Danske Kirkedage
Danske Kirkedage er et økumenisk (fælleskirkeligt) arrangement, der har været afholdt hvert tredje år siden 1971. Der deltager typisk omkring 50 medlemskirker og – organisationer i arrangementet, hvilket gør det til det bredeste økumeniske arbejde i Danmark. Ved siden af folkekirken medvirker en række protestantiske frikirker, den katolske kirke, den reformerte kirke, FDF, KFUM og andre grupper med tilknytning til kirkerne. I 2007 foregik de danske kirkedage i Haderslev, hvor omkring 3000 mennesker deltog . Efterfølgende fandt Kirkedagene sted i Kristi Himmelfart 2010 i Viborg og i 2013 i Aalborg. 
Danske Kirkedage blev holdt i København under navnet Himmelske Dage i 2016. Byens rum blev benyttet mere end nogensinde tidligere, og mange tog arrangementet til sig som noget helt nyt. Navnet Himmelske Dage er også overskrift, når Herning i 2019 lægger rum til Himmelske Dage på Heden. 